# Ogcodes canadensis
Ogcodes canadensis är en tvåvingeart som beskrevs av Evert I. Schlinger 1960. Ogcodes canadensis ingår i släktet Ogcodes och familjen kulflugor.
Artens utbredningsområde är Ontario. Inga underarter finns listade i Catalogue of Life.